# Niklas Dahlström
Niklas Birger Dahlström, född 28 maj 1997 i Hudiksvall, är en svensk fotbollsspelare som spelar för Varbergs BoIS.

## Karriär
Dahlström började spela fotboll i Strands IF. Han spelade 12 matcher för klubben i Division 3 2015. Mellan 2016 och 2020 spelade Dahlström för Hudiksvalls FF.
Den 12 juni 2020 värvades Dahlström av GIF Sundsvall, där han skrev på ett 2,5-årskontrakt. Dahlström gjorde sin Superettan-debut den 27 juni 2020 i en 1–1-match mot Dalkurd FF.
Han debuterade i Allsvenskan för GIF Sundsvall säsongen 2022 och gjorde sedan ytterligare 4 matcher i Allsvenskan, innan han lämnade klubben.
Den 11 augusti 2022 värvades Dahlström av Jönköpings Södra.
Den 3 mars 2023 värvades Dahlström av Varbergs BoIS, där han skrev på ett treårskontrakt.